# Saxon (hudební skupina)
Saxon je britská heavymetalová skupina založená roku 1976 v Barnsley v Yorkshire. Jako vůdčí skupina NWOBHM se na začátku 80. let 20. století na čas umístili v žebříčku UK Top 40. Slavili úspěch i jinde v Evropě a v Japonsku. V první polovině 80. let měli menší úspěch také v USA. Původní sestava se skládala ze členů Peter „Biff“ Byford (zpěv), Graham Oliver a Brian Tatler (kytary), Steve Dawson na basu a Pete Gill na bicí. Na začátku své činnosti změnili název kapely ze „Son of a Bitch“ na „Saxon“ a získali menší podporu na turné s více známými skupinami jako například s Motörhead a Judas Priest.

## Historie

### Počátky (1975–1979)
Saxon se skládá ze dvou yorkshirských kapel: SOB a Coast. První jmenovaný se původně jmenovala Blue Condition a vznikl v roce 1970 s Grahamem Oliverem na kytaru, Stevem „Dobby“ Dawsonem na baskytaru a Johnem Walkerem na bicí. Jejich styl byl blues rock a hard rock. Mezitím Coast místní rivalská rocková kapela obsahovala zpívajícího basáka Petera „Biffa“ Byforda a kytaristu Paula Quinna. Skupiny se během roku 1975 rozpadli a koncem stejného roku Byford, Quinn, Oliver, Dawson a Walker založili společně novou kapelu Son of a Bitch kvůli agresivnímu tónu a těžšímu zvuku. Walker v roce 1977 odešel a dočasně ho nahradil Dave Cowell. Následně přišel bubeník Pete Gill na plný úvazek.
Během roku 1978 skupina vyjednávala s vydavatelstvím Carrere Records z Francie, která se zaměřovala převážně na disco hudbu. Jenže vydavatelství odmítalo název skupiny a trvalo na změně kvůli získání rozhlasového vysílání. V červenci 1978 kapela změnila svůj název na Saxon a o dva měsíce později podepsali smlouvu s Carrere Records. Skupina pod novým jménem začala dělat předkapelu pro Motörhead a Ian Gillan Band.
Saxon vydal v květnu 1979 debutové stejnojmenné album, které se umístilo v britském žebříčku na 34. místě.

### Úspěch ve Velké Británii a Evropě (1980–1982)
Druhé album Saxon vyšlo v dubnu 1980 pod názvem Wheels of Steel a dosáhlo v britském žebříčku na 5. místo. Výsledkem byly dva hity: titulní skladba a oblíbená fanoušky „747 (Strangers in the Night)“. Album dostalo velmi pozitivní kritiky a je dodnes považováno za klasické definující heavymetalové album. Ve Velké Británii se prodalo 100 tisíc kopií alba a získalo status zlatých alb. Po vydání kapela zahájila dlouhé turné po Británii. Objevili se také na festivalu Monsters of Rock.
Saxon vydal v listopadu 1980 třetí album Strong Arm of the Law, které se umístilo v britském žebříčku na 11. místě a ve francouzském žebříčku na 15. místě. Získalo velmi pozitivní kritiky a ve Velké Británii se znovu prodalo 100 tisíc kopií alba a získalo status zlatého alba. Singly 'Strong Arm of the Law' a 'Dallas 1PM' měli mezi fanoušky úspěch. Po vydání alba následovalo vyprodané turné po Evropě.
Čtvrté album Saxon vyšlo v září 1981 pod názvem Denim and Leather, které je věnováno jejich fanouškům. Titulní skladba je dodnes populární a je považována za metalovou hymnu. Album také představovalo další oblíbené songy fanoušků jako 'Princess of the Night', 'Never Surrender' a ' And the Bands Played On'. Album dosáhlo v britském žebříčku 9. místa a ve Velké Británii se prodalo 60 tisíc kopií alba a získalo status stříbrného alba.
Po vydání alba se staly slavní v několika evropských zemích, včetně Spojeného království. Do této doby byla kapela vnímána jako vůdci hnutí NWOBHM s budoucími velikány Iron Maiden, Def Leppard, Judas Priest a Motörhead těsně za nimi.
Právě, když se skupina měla vydat na dlouhé turné na podporu alba Denim and Leather si bubeník Gill poranil ruku. Kapela ho rychle nahradila Nigelem Glocklerem, který se musel celý set naučit během jednoho a půl dne. Objeli hlavní turné po Velké Británii a vyprodané turné po Evropě jako předkapela s Ozzym Osbournem. Skupina během turné nahrála první živé album The Eagle Has Landed vydané v květnu 1982. Navzdory protestům kapely, které plánovali jako dvojalbum, ale nahrávací společnost se rozhodla vydat jako jediné živé album. Saxon také hráli v roce 1982 znovu na festivalu Monsters of Rock a stali se první kapelou, která se tam objevila dvakrát.

### Power & the Glory, úspěch mimo Evropu a vydavatelství EMI (1983–1987)
Saxon vydal v březnu 1983 páté album Power & the Glory, což je dosud nejprodávanější album skupiny třeba v samotném v Los Angeles se v prvním týdnu prodalo 15 tisíc kopií. Album získalo pozitivní i smíšené recenze, ale umístilo se v britském žebříčku na 15. místě, ve švédském žebříčku na 9. místě, v nizozemském žebříčku na 26. místě a v německém žebříčku na 28. místě. Je to první album, které se umístilo v americkém žebříčku Billboard 200 na 155. místě. Turné na podporu alba se pořádalo v arénách a mělo obrovský úspěch, především v Evropě. Americkou část turné jeli jako předkapela s Iron Maiden na jejich turné World Piece Tour a ukázali se jako úspěšná a Saxon se stali v USA významným počinem.
Koncem roku 1983 kapela opustila Carrere Records a začátkem roku 1984 podepsali smlouvu s nahrávací společností EMI Records.
Šesté album Saxon vyšlo v lednu 1984 pod názvem Crusader, které se umístilo v britském žebříčku na 18. místě, ve švédském žebříčku na 15. místě, ale v Billboard 200 na 174. místě. Ačkoli bylo album stále těžké, tak kritika cítila, že má album komerčnější zvuk a fanoušci se začali zajímat, jakým směrem se skupina ubírá. Přes svůj komerční zvuk se titulní skladba stala oblíbenou fanoušky. Alba se prodalo přes dva miliony kopií a světové turné „The World Crusade“ v roce 1984 mělo úspěch jak v Evropě, tak v Americe. V USA skupina cestovala s Accept jako speciální hosté a také byla předkapelou Mötley Crüe na několika vystoupeních turné.
Saxon vydal v září 1985 sedmé album s názvem Innocence Is No Excuse, které se umístilo na předních příčkách ve Finsku a Švédsku, ale v britském žebříčku se umístilo až na 36. místě. V Billboard 200 dosáhlo na 133. místě. Album mělo smíšenou kritiku, protože skupina pokračovala v komerčnějším směru a to rozdělilo fanoušky, protože kdysi syrový a těžký zvuk skupiny byl pro velký americký trh rozdrcen. Následovalo obrovské vyprodané světové turné na podporu alba, jenže uvnitř kapely se začalo objevovat napětí a začátkem roku 1986 byl Dawson vyhozen.
Osmé album Saxon vyšlo v září 1986 pod názvem Rock the Nations a dosáhlo v britském žebříčku na 34. místě a v Billboardu na 149. místě. Jedná se o poslední album kapely, které se umístilo v Billboard 200. Album dostalo pozitivní kritiku a ukázalo se jako úspěšné. Na albu se objevil jako host Elton John, který hrál na klavír ve dvou skladbách a o basové party se postaral Byford. Po vydání alba skupina požádala basistu Paula Johnsona, aby hrál na turné po Evropě, které následovalo. V létě 1986 se Saxon stal hlavním představitelem Reading Festival a podnikli turné po Spojených státech.
V roce 1987 si kapela vzala volno z neustálého turné a nahrávání, a bylo naplánováno pouze menší turné po USA a Kanadě. Na začátku roku 1987 kapelu opustil Nigel Glockler a byl nahrazen Nigelem Durhamem.

### Pokles fanoušků a evropský úspěch (1988–1993)
Po menší pauze Saxon zjistil, že je těžké dosáhnout úspěchu v amerických žebříčkách a deváté album Destiny vydané v březnu 1988 to nezměnilo. Kvůli špatným prodejům alba byli z EMI Records vyřazeni a bez nahrávací smlouvy byla budoucnost kapely nejistá. Album se uchytilo v evropských žebříčkách, ale mělo smíšenou kritiku. Durham později v rozhovoru uvedl, že „EMI se snažili udělat kapelu komerčnější a přátelštější k rádiu a to prostě není Saxonské“. Během turné k tomuto albu byli Durham a Johnson vyhozeni a nahrazeni v roce 1988 baskytaristou Nibbsem Carterem a vracejícím se Nigelem Glocklerem za bicími, kteří turné dokončili.
V listopadu 1989 vyšlo druhé živé album Rock 'n' Roll Gypsies, nahrané na arénovém turné v Budapešti v květnu 1988, ale v roce 1989 bylo koncertů na velkých stadionech a arénách v Evropě a USA jen velmi málo.
Kapela se nakonec rozhodla vydat se na evropské turné 10 Years of Denim and Leather, které se ukázalo jako úspěšný krok, protože kapela byla znovu obnovena jako populární akt. V roce 1990 podepsali smlouvu s Virgin Records a začali pracovat na novém albu.
Saxon vydal v lednu 1991 desáté album Solid Ball of Rock a ukázalo se jako úspěšné. Umístilo se v žebříčkách pouze v Německu a Švýcarsku, ale získalo lepší recenze než předchozí album.
Jedenácté album Saxon vyšlo v květnu 1992 pod názvem Forever Free jsi udrželi úspěch, protože dosáhlo pozitivní kritiky.

### Odchod Grahama Olivera a návrat k tvrdšímu zvuku (1994–2002)
Během roku 1994 nahrávali nové dvanácté album a procházela obdobím změn, jak v jejich zvuku, tak v sestavě. V září 1995 vydali Dogs of War, které obsahuje hardrockové prvky a získalo pozitivní recenze. Po vydání alba byl vyhozen ze skupiny Graham Oliver a nahrazen Dougem Scarrattem.
Saxon vydal v říjnu 1997 třinácté album s názvem Unleashed the Beast, které se umístilo v žebříčkách ve Švédsku, Německu a Švýcarsku. Následovalo turné po Evropě a Jižní Americe. V roce 1998 hráli americkou část turné a poté si Glockler vzal volno, aby se zotavil ze zranění krku a ramene, a byl dočasně nahrazen Fritzem Randowem.
V roce 1999 skupina podepsala smlouvu s německým vydavatelstvím Steamhammer Records. Čtrnácté album Saxon vyšlo v září 1999 pod názvem Metalhead, které se umístilo na 40. místě v německém žebříčku. Kapela začala hrát na festivalu Wacken Open Air Festival, kde se později stali běžnou součástí. Saxon byl také headlinerem prvního ročníku festivalu Bloodstock v Anglii.
V roce 2001 byli opět hlavní hvězdou Wacken Open Air Festivalu a natočili živé DVD "Saxon Chronicles". Saxon také vydali patnácté album Killing Ground během téhož roku v září. Album dostalo pozitivní recenze, chválilo tvrdší zvuk a chytlavé texty. Album prokázalo schopnost kapely zachovat si svůj klasický zvuk a zároveň aktualizovat svůj zvuk pro moderní hudební požadavky, s některými skladbami, které byly dobře přijaty kritiky i fanoušky, jako jsou 'The Court of the Crimson King' a 'Coming Home'. 
V roce 2002 vydali kompilační album Heavy Metal Thunder obsahující znovu nahrané verze písní z nejprodávanějších alb skupiny.

### Soudní spor o jméno aLionheart(2003–2006)
V roce 1999 si bývalí členové Graham Oliver a Steven Dawson zaregistrovali 'Saxon' jako ochrannou známku. Poté tvrdili, že mají výhradní práva na jméno, a pokusili se zabránit Byfordovi a Saxonovým promotérům a obchodníkům v používání tohoto jména. Byford požádal rejstřík ochranných známek, aby ochranná známka byla prohlášena za neplatnou. Přihlásil se na základě toho, že zápis byl získán v dobré víře a že byl oprávněn zabránit užívání ochranné známky podáním žaloby pro „předávání“, tedy žalobou, která má zabránit tomu, aby se ostatní vydávali za Saxon. V roce 2003 Nejvyšší soud prohlásil, že to byl Byford a současní členové kapely, kdo vlastní jméno skupiny, a proto byli v pozici, aby zabránili Oliverovi a Dawsonovi vydávat se za Saxon. Poté Oliver a Dawson přejmenovali svou skupinu na Oliver/Dawson Saxon.
Fritz Randow opustil skupinu v roce 2004 a byl nahrazen bubeníkem Jörgem Michaelem ze Stratovarius. Saxon vydal v září 2004 šestnácté album s názvem Lionheart a album získalo pozitivní recenze a titulní skladba zůstává oblíbenou fanoušky. Umístilo se po dlouhé době v rodné zemi v žebříčku Rock & Metal alba na 22. místě. Bubeník Nigel Glockler se ke skupině připojil v roce 2005. Skupina měla hrát toho roku festivalu Dubai Desert Rock Festival a vystupovat po boku Megadeth. Dubajské ministerstvo cestovního ruchu a obchodního marketingu odebralo kapele povolení hrát na festivalu, protože důvodem byly historické texty v Crusader.

### Návrat k úspěchu po Británii a Evropě (2007–2010)
Saxon vydal v březnu 2007 sedmnácté album s názvem The Inner Sanctum a dosáhlo v britském žebříčku Rock & Metal alba na 4. místě, v německém žebříčku na 36. místě a ve švédském žebříčku na 39. místě. Kritikou bylo vnímáno jako jejich nejlepší dílo za poslední roky. Kapela, poté zahájila světové turné na podporu alba.
Osmnácté album Saxon vyšlo v lednu 2009 pod názvem Into the Labyrinth, které se umístilo v britském žebříčku Rock & Metal alba na 4. místě,  v německém žebříčku na 36. místě, ve švédském žebříčku na 39. místě, ve švýcarském žebříčku na 61. místě, ve francouzském žebříčku na 87. místě, a po dlouhé době se objevilo v japonském žebříčku na 232. místě a v novém americkém žebříčku Top Independent Albums na 72. místě. Kapela byla znovu hlavní hvězdou festivalu Wacken Open Air v Německu. Během evropského turné po Španělsku s Iced Earth bylo nakonec kvůli problémům s plánováním. Začátkem roku 2009 absolvovali turné po Spojeném království s Doro a znovu na konci roku podnikli turné po Spojeném království, kde jeli společné turné s Motorhead. V srpnu téhož roku hráli na festivalu Sonisphere. V září kapela oznámila vydání Heavy Metal Thunder - The Movie, dokumentu o historii kapely od začátku.
Saxon pokračovali ve svém úspěchu ve Velké Británii a v roce 2010 vystoupili na Download Festivalu, který se konal v Donington Parku mezi 11. a 13. červnem. Skupina odehrála celé album Wheels of Steel k 30. výročí jeho vydání.

### Call to Arms a Sacrifice (2011–2014)
Koncem roku 2010 kapela opustila SPV a začátkem roku 2011 Saxon založili vlastní nahrávací společnost Militia Guard Music, které distribuovalo po Evropě německé vydavatelství UDR a po USA britské vydavatelství EMI.
Saxon vydal v červnu 2011 devatenácté album s názvem Call to Arms a dosáhlo velkého úspěchu u kritiků a fanoušků. Byford prozradil, že na tomto albu se chtěli “vrátit ke svým kořenům“ a zaměřit se na “zvuk dělnické třídy“. Po dlouhé době skupiny se toto album velmi dobře uchytilo v britském žebříčku Rock & Metal alba na 6. místě, v německém žebříčku na 18. místě, ve švédském žebříčku na 19. místě, ve švýcarském žebříčku na 37. místě a v americkém žebříčku Top Heatseekers Albums na 51. místě. Skupina se vydala na světové turné na podporu alba a oznámila, že řada fanoušků na každém místě, z nichž každý zaplatí pouze 10 liber, tak bude moci sledovat jejich zvukovou zkoušku. To bylo následně věnováno charitativním organizacím.
V únoru 2012 skupina oznámila, že vydává nový živý balíček DVD a CD s názvem Heavy Metal Thunder - Live: Eagles Over Wacken, který sestavuje jejich vystoupení v letech 2004, 2007 a 2009 na Wacken Open Air v různých formátech. V březnu 2012 Saxon vyhrál cenu britského časopisu Metal Hammer Golden God 2012 za „nejlepší britskou kapelu“.
26. května 2012 byli Saxon speciálními hosty koncertu Judas Priest v Hammersmith Apollo. Kapela také hrála na Download Festival 2012 a byli zaznamenáni s písní "Wheels of Steel" pro festivalovou televizi uvedenou na Sky Arts.
Koncem roku 2012 Saxon oznámil, že v průběhu roku pracovali na novém albu s producentem Andym Sneapem a mělo by vyjít začátkem roku 2013. 
V březnu 2013 vyšlo dvacáté album Sacrifice získalo velmi pozitivní kritiky a umístilo se v britském žebříčku Rock & Metal alba na 4. místě, v německém žebříčku na 14. místě, ve švédském žebříčku na 15. místě a po 25 letech se objevilo v britském žebříčku a to na 87. místě. Album se umístilo v dalších 6 zemích. Přístup stylu a zvuku alba byl stejný jako u předchozího album, akorát těžší a trochu rychlejší.
V prosinci 2012 se dočkalo mezinárodního vydání Heavy Metal Thunder - The Movie a bylo to první Blu-ray vydání pro kapelu. V roce 2013 také vyšlo nové kompilační album Unplugged and Strung Up. V roce 2014 vyšlo nové živé album s názvem St. George's Day Sacrifice - Live in Manchester.

### Nárůst úspěchu sBattering Ram,Thunderbolt aCarpe Diem(2015–2022)
Koncem roku 2014 Byford prozradil, že začátkem roku 2015 bude skupina se Sneapem pracovat na novém albu. V březnu 2015 Byford v rozhovoru popsal album jako směs rock and rollu a heavy metalu. Následně Byford dodal, že možné datum vydání je v létě.
Saxon vydal v říjnu 2015 jednadvacáté album s názvem Battering Ram a dosáhl lepšího úspěchu, protože v britském žebříčku Rock & Metal alba se umístil na 3. místě, v německém žebříčku na 12. místě, ve švédském žebříčku na 13. místě, ve švýcarském žebříčku na 21. místě a ve skotském žebříčku na 29. místě. Objevilo se také v britském žebříčku na 50. místě, ale v dalším britském žebříčku Independent alba se umístilo na 8. místě. Album získalo velmi pozitivní recenzi. 
V září 2016 Byford na Facebooku oznámil, že Saxon pracují na novém albu znovu s producentem Andym Sneapem. Skupina následně v říjnu 2016 oznámila americké turné s UFO na jaře 2017. Mezitím Saxon podepsal smlouvu s britským vydavatelstvím Silver Lining Music.
V únoru 2018 vyšlo dvaadvacáté album pod názvem Thunderbolt, které se umístilo v žebříčkách na lepších pozicích. V britském žebříčku Rock & Metal alba se umístil na 2. místě, ale v dalším britském žebříčku Independent alba se umístilo na 4. místě, v německém žebříčku na 5. místě, ve švýcarském žebříčku na 6. místě, ve skotském žebříčku na 10. místě a ve švédském žebříčku na 13. místě. Poprvé se objevilo v českém žebříčku na 29. místě, stejné umístění bylo i v britském žebříčku, což je velmi dobrá pozice od alba Crusader. Album se umístilo v dalších 7 zemích.
Skupina absolvovala od února do začátku března 2018 evropské turné s Diamond Head a Magnum. Následně jeli po USA s Judas Priest jako hosté s Black Star Riders.
Mezi lety 2019 a 2020 nahrávali nové album, a poté Saxon vydal v únoru 2022 třiadvacáté album s názvem Carpe Diem. Mělo původně vyjít začátkem roku 2021, ale kvůli pandemii bylo odloženo. Album získalo pozitivní kritiku a poprvé se objevilo v 19 žebříčkách v 15 zemích. Album se umístilo v britském žebříčku Independent alba se umístilo na 4. místě, ale v dalším britském žebříčku Rock & Metal alba se umístil znovu na 2. místě, v německém žebříčku na 3. místě, ve švýcarském a finském žebříčku na 4. místě, ve skotském žebříčku na 6. místě, v rakouském žebříčku na 7. místě a ve švédském žebříčku na 15. místě. Poprvé se objevilo v polském žebříčku na 29. místě. V britském žebříčku obsadilo 17. místo, což je nejlepší umístění od alba Power & the Glory. Bohužel v českém žebříčku se umístilo na 67. místě. Objevilo se v amerických žebříčkách Heatseekers alba na 18. místě a Nejlepší aktuální prodeje alb v USA na 26. místě. Saxon se následně vydal na evropské turné na podporu alba s Diamond Head.

### Odchod Quinna z turné aHell, Fire and Damnation(2023–dosud)
V březnu 2023 skupina oznámila, že kytarista Paul Quinn nebude pokračovat na turné z osobních důvodů, ale uvedli, že bude pokračovat v kapele ve studiové práci. Kytarista Brian Tatler z Diamond Head byl oznámen jako hostující člen na turné.
V lednu 2024 skupina vydala album Hell, Fire and Damnation a dosáhlo úspěchu značného úspěchu, protože se dostalo na předních místech v mezinárodních žebříčcích po celé Evropě a dostalo se do Top 20 v Britském žebříčku alb. Skupina nahrávala album od léta 2023, kterého se zúčastnil i hostující kytarista Brian Tatler. Kytarista Paul Quinn se nahrávání alba moc nezúčastnil ze zdravotních důvodů a zahrál pouze na dvou skladbách doplňkové kytary. Po nahrávání alba Quinn nakonec odešel v tichosti ze skupiny a Tatler se stal stálým členem skupiny. Saxon album propagoval tím, že se připojil ke společnému turné po Evropě nazvané Metal Masters European Tour s Judas Priest a Uriah Heep. Následovalo turné po Spojených státech s Uriah Heep, a poté některé další termíny po Evropě znovu s Judas Priest.

## Sestava

### Současná sestava
- Biff Byford – zpěv (1975–dosud)
- Nigel Glockler – bicí (1981–1987, 1988–1999, 2005–dosud)
- Nibbs Carter – baskytara, doprovodný zpěv (1988–dosud)
- Doug Scarratt – kytara (1995–dosud)
- Brian Tatler – kytara (2023–dosud; host: 2022–2023)

### Dřívější členové
- Paul Quinn – kytara (1975–2023)
- Graham Oliver – kytara (1975–1995)
- Steve Dawson – baskytara (1975–1986)
- John Walker – bicí (1975–1977)
- Pete Gill – bicí (1977–1981)
- Paul Johnson – baskytara (1986–1988)
- Nigel Durham – bicí (1987–1988)
- Fritz Randow – bicí (1999–2004)
- Jörg Michael – bicí (2004–2005)

## Diskografie

### Studiová alba
- (1979) Saxon
- (1980) Wheels of Steel – #5 UK
- (1980) Strong Arm of the Law – #11 UK
- (1981) Denim and Leather – #9 UK
- (1983) Power & the Glory – #15 UK, #155 US
- (1984) Crusader – #18 UK, #174 US
- (1985) Innocence Is No Excuse – #36 UK, #133 US
- (1986) Rock the Nations – #34 UK, #149 US
- (1988) Destiny – #49 UK
- (1991) Solid Ball of Rock
- (1992) Forever Free
- (1995) Dogs of War
- (1997) Unleash the Beast
- (1999) Metalhead
- (2001) Killing Ground
- (2004) Lionheart
- (2007) The Inner Sanctum
- (2009) Into The Labyrinth
- (2011) Call to Arms
- (2013) Sacrifice – #87 UK
- (2015) Battering Ram – #50 UK
- (2018) Thunderbolt – #29 UK
- (2022) Carpe Diem – #17 UK
- (2024) Hell, Fire and Damnation – #19 UK

### Živé koncerty
- (1982) The Eagle Has Landed – #5 UK
- (1989) Rock 'n' Roll Gypsies
- (1990) Greatest Hits Live
- (1997) Live at Donnington
- (1998) The Eagle Has Landed, Vol. 2
- (1999) BBC Sessions
- (2000) Live at Donnington, 1980
- (2002) Live in the Raw
- (2006) The Eagle Has Landed, Vol. 3
- (2016) Let Me Feel Your Power

### Videa
- (1983) Live in Nottingham
- (1985) Live Innocence
- (1989) Power and the Glory – Video Anthology
- (1990) Greatest Hits Live
- (2003) The Saxon Chronicles
- (2003) Live Innocence – The Power and the Glory
- (2006) To Hell and Back Again

### Kompilace
- (1988) Anthology
- (1997) A Collection of Metal
- (2000) Diamonds and Nuggets
- (2000) Burrn! Presents Best of Saxon